# Amerikanische Stechpalme

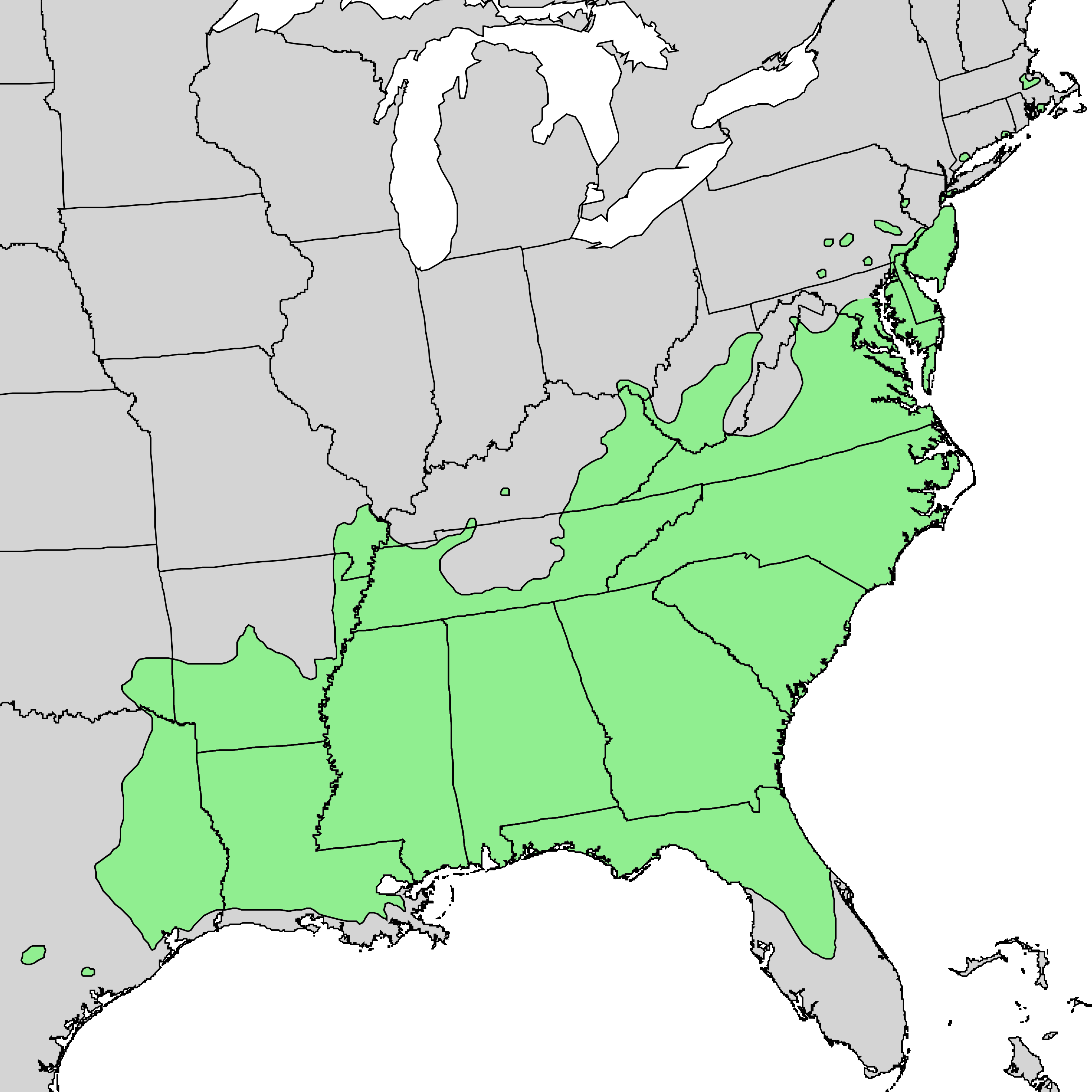
Natürliches Verbreitungsgebiet von Ilex opaca

Die Amerikanische Stechpalme (Ilex opaca, englisch American holly) ist eine Pflanzenart aus der Familie der Stechpalmengewächse. Ihre Heimat sind die östlichen und die südlichen zentralen Bundesstaaten der USA von den Küsten von Massachusetts südwärts bis ins zentrale Florida und westwärts bis ins südöstliche Missouri und östliche Texas.

## Beschreibung
Die Amerikanische Stechpalme ist ein mittelgroßer (im Durchschnitt 10 … 20, sonst bis zu 30 Meter hoher) immergrüner Laubbaum. Ihr Stammdurchmesser erreicht normalerweise 50 cm, gelegentlich bis zu 120 cm. Die Rinde ist hellgrau und durch kleine warzenartige Auswüchse rau. Die Äste sind kräftig, zunächst grün und mit einem rostigen Flaum bedeckt, später glatt und braun. Die Winterknospen sind braun, kurz und stumpf oder zugespitzt.
Die Blätter sind wechselständig, 5 … 7,5 cm lang und 2 … 4 cm breit, steif, gelbgrün und oberseits stumpf bis matt glänzend (deutlich weniger glänzend als die sonst ähnliche Europäische Stechpalme (Ilex aquifolium)), unterseits oft blassgelb; die Ränder sind zu mehreren scharfen dornartigen Punkten gebogen, mit keilförmiger Basis und spitzem Apex; die Mittelrippe ist vorstehend und abgeflacht, die primären Blattrippen sind unscheinbar; der Blattstiel ist kurz, kräftig, gefurcht, an der Basis verdickt und mit einem Paar kleiner Nebenblätter versehen. Die Blätter verbleiben an den Zweigen für zwei bis drei Jahre und fallen im Frühjahr ab, wenn sie durch das Wachstum neuer Knospen abgestoßen werden.

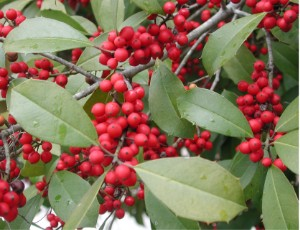
Reife Frucht

Die Blüten sind grünlich weiß und klein. Sie treiben im späten Frühjahr mit kurzen Blütenstandsstielen zu einer Trugdolde aus den Blattachseln junger Blätter aus oder sind an der Basis junger Zweige verteilt. Die vier Kelchblätter sind klein, imbricat in der Knospe, spitz zulaufend, bewimpert und langlebig. Die Blütenkrone ist weiß und besteht aus vier, an der Basis verwachsenen kelchblattartigen Kronblättern, die sich stumpfwinklig ausbreiten, und ist in der Knospe imbricat. Der Fruchtknoten sitzt hypogyn. Der Blütenstiel ist haarig und mit einem winzigen Tragblatt an der Basis versehen. Wie alle Stechpalmen ist die Art diözisch, es gibt also männliche und weibliche Pflanzen und die Früchte, charakteristische rote Beeren, werden nur von den weiblichen Pflanzen hervorgebracht. Ein Männchen kann mehrere Weibchen bestäuben. Die männlichen Blüten haben vier Staubblätter, die an der Basis der Blütenkrone sitzen und zu deren Kronblättern versetzt sind. Die Filamente der Staubblätter sind pfriemförmig und bei der sterilen Form viel kürzer. Die Staubbeutel sind an der Rückseite angebracht, abwärts gerichtet und zweikammrig, wobei sich die Kammern längs öffnen. Der Stempel der weiblichen Blüten hat einen vorstehenden vierteiligen Fruchtknoten mit zwei Eizellen in jeder Kammer und ist in den männlichen Blüten rudimentär angelegt. Ein Griffel fehlt. Die Narbe sitzt auf dem Fruchtknoten und ist vierteilig.

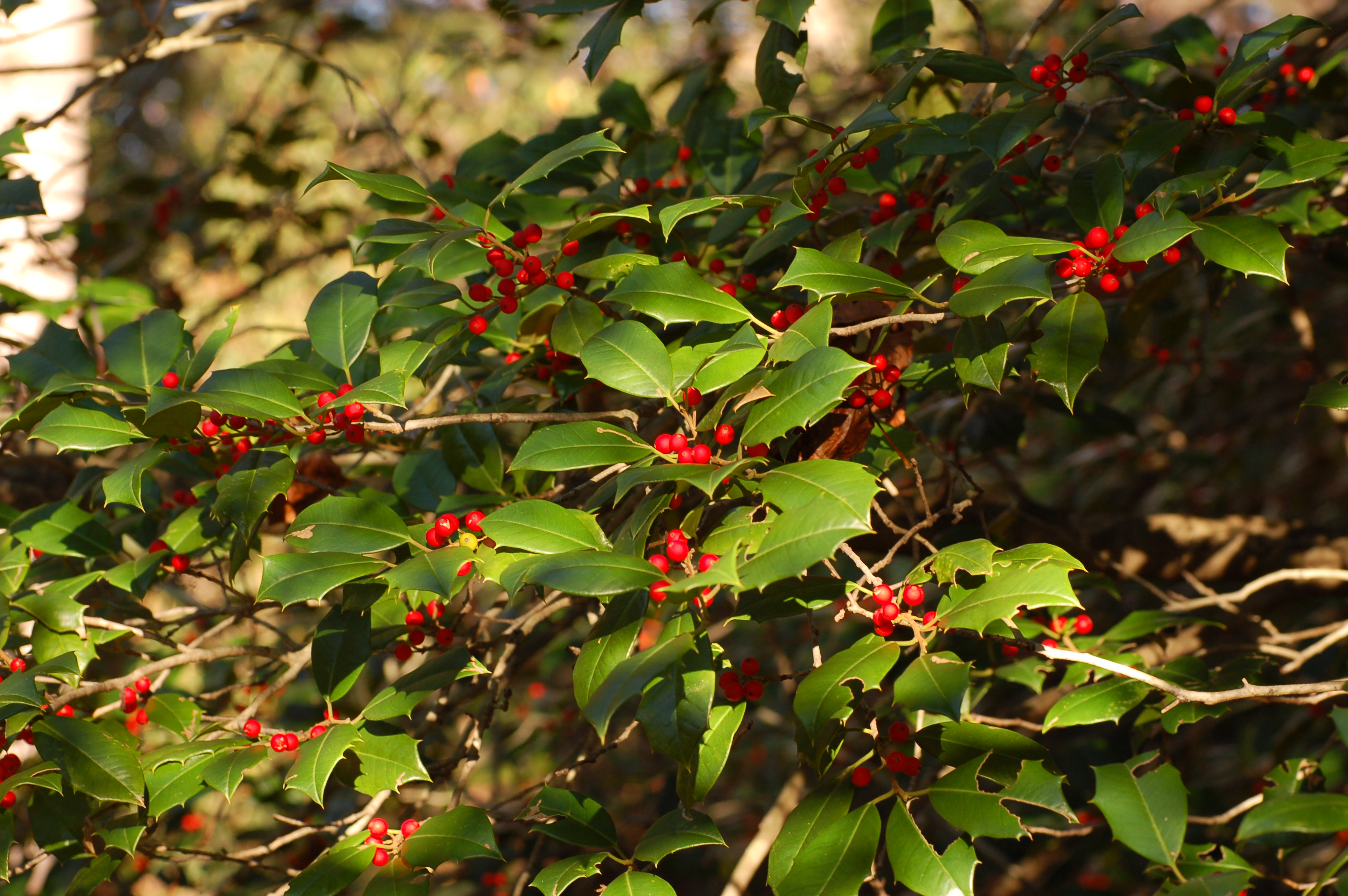
Zweig voller reifer Früchte

Die Frucht ist eine kleine rote Steinfrucht von 6 … 12 Millimetern Durchmesser, die vier Samen enthält; sie verbleibt oft bis zum Winter an der Pflanze. Ein Verhältnis von drei weiblichen auf eine männliche Pflanze ist für die Fruchtproduktion ideal.

## Systematik

### Synonyme
The Plant List, ein Gemeinschaftsprojekt der Royal Botanic Gardens (Kew) und des Missouri Botanical Garden, führt die folgenden Synonyme auf:
- Ageria opaca Raf.
- Ilex arenicola Ashe, syn of subsp. arenicola
- Ilex laxiflora Lam., syn of subsp. laxiflora

### Innere Systematik
Folgende Unterarten und Varietäten sind beschrieben:
- Ilex opaca subsp. arenicola (Ashe) A.E. Murray
- Ilex opaca var. laxiflora (Lam.) Nutt.
- Ilex opaca subsp. opaca
- Ilex opaca var. opaca

## Ökologie
Die Amerikanische Stechpalme wächst typischerweise im Unterholz feuchter Wälder der ost-zentralen, südöstlichen und süd-zentralen Vereinigten Staaten. In geringer Zahl wird sie im nördlichen Teil ihrer Verbreitungsgebietes von Cape Cod (Massachusetts) südwärts bis ins nördliche New Jersey (einschließlich dem südlichen Connecticut und dem südöstlichen New York) gefunden. Weiter südlich in den Tiefländern an der Atlantik- und Golfküste der USA ist sie häufiger. Die Äste sind kurz und schlank, die Wurzeln dick und fleischig. Sie wächst – wenn auch langsam – sowohl in trockenen wie auch in feuchten Böden. Ilex opaca var. arenicola (englisch scrub holly) kommt als Strauch in  Strauchgesellschaften xerothermer (trocken-warmer) Standorte auf der Halbinsel Florida vor. Die Art ist schattentolerant. Der ideale mittlere jährliche Niederschlag reicht von 1.020 bis 1.650 Millimetern.
Die Blüten werden von Insekten, darunter Bienen, Wespen, Ameisen und Nachtfalter, bestäubt. Die Beeren sind für Menschen angeblich giftig, aber für viele Vogelarten überlebenswichtig, wenn andere Nahrungsquellen versiegt sind. Als Baum bildet die Amerikanische Stechpalme eine dichte Krone, die einigen Vogelarten Schutz vor  Prädatoren und Stürmen bieten. Singvögel wie Drosseln, Spottdrosseln, Rotrücken-Spottdrosseln, Katzendrosseln und Hüttensänger fressen gelegentlich die Beeren.

## Kultivierung und Nutzung
Das Holz ist sehr hell, hart, fein gemasert, gut polierbar und wird für Peitschen-Griffe, Schnitzarbeiten und zur Täfelung verwendet. Es kann auch gefärbt und als Ersatz für Ebenholz eingesetzt werden. Die Dichte beträgt etwa 0,58 … 0,64 g/cm³. Austretender Saft ist wässrig und enthält eine bittere Substanz, die als pflanzliches Tonikum Verwendung findet.
Die Blätter der Amerikanischen Stechpalme können zur Bereitung eines Tee-artigen Getränks verwendet werden. Dieser Tee enthält kein Coffein.

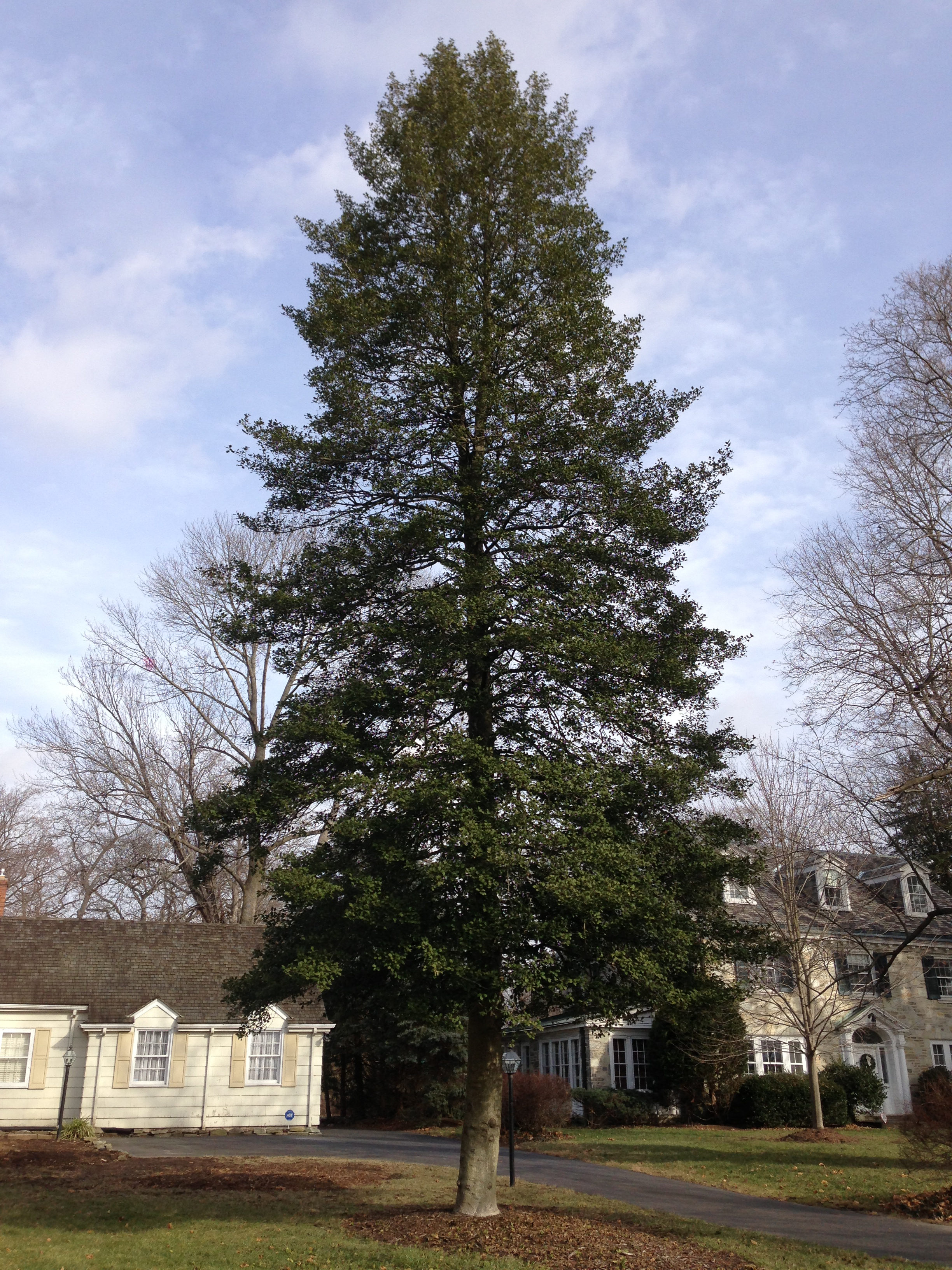
Ausgewachsene Pflanzen haben oft eine pyramidenförmige Gestalt

### Zierpflanze
Die Amerikanische Stechpalme wird oft in Gärtnereien und Baumschulen als immergrüne Zierpflanze herangezogen; die Pflanzung erfolgt als Strauch oder langsam wachsender Baum. Es wurden mehr als 1.000 Cultivare selektiert, darunter kältetolerante Formen ('Cobalt', ein männlicher Cultivar, der Temperaturen von bis zu −32 °C toleriert), Formen mit einem besonderen Wuchs (z. B. Zwergformen wie 'Cardinal Hedge', eine weibliche Pflanze, die maximal 1,2 m hoch wird) und Formen mit besonders gefärbten und zahlreichen Früchten (wie die großbeerige 'Yule' sowie die gelbfrüchtigen 'Canary' und 'Morgan Gold').

### Verwendung im Winter

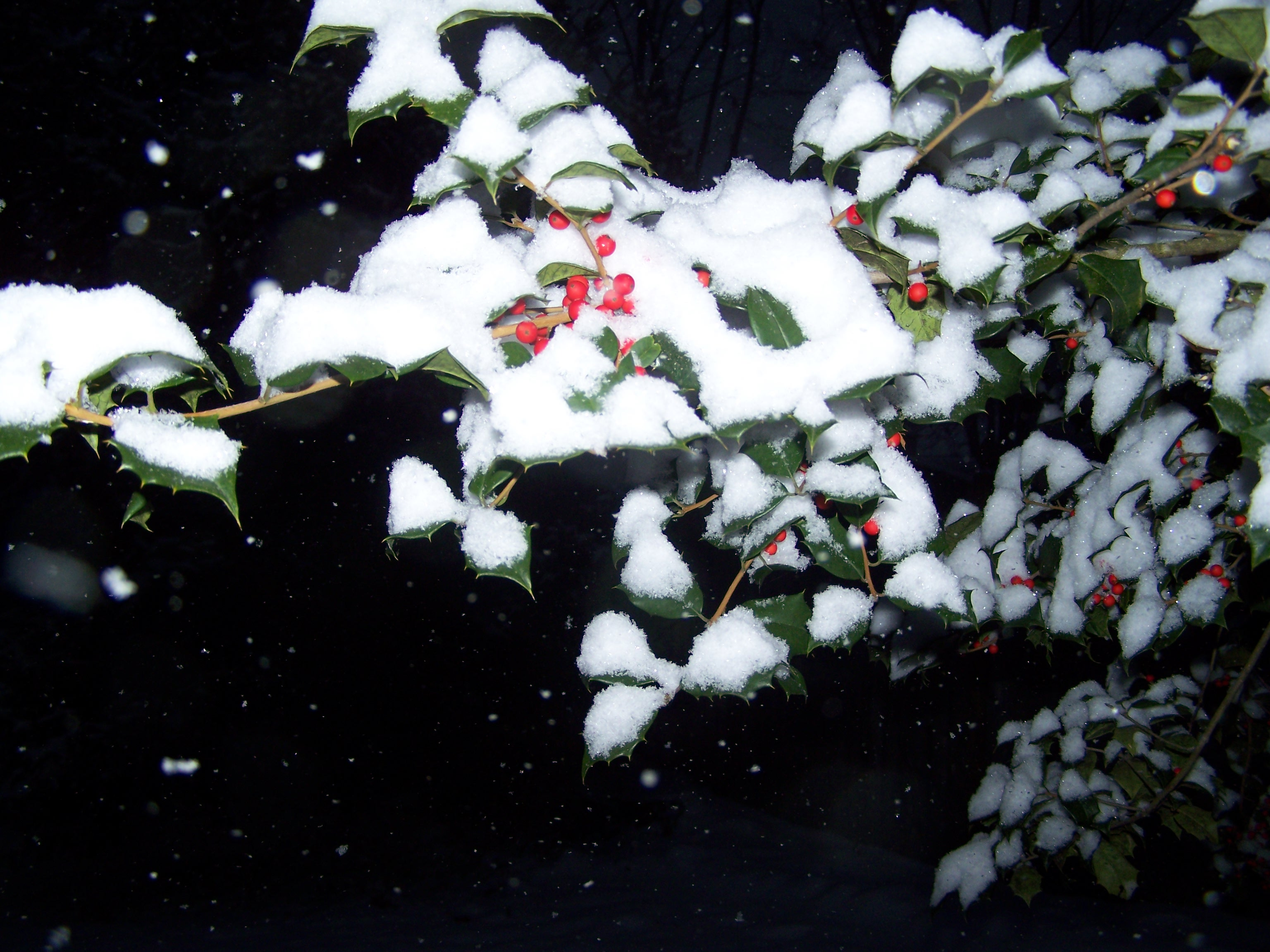
Nicht nur als Winter-Dekoration, sondern auch als Nahrungsquelle und Schutz vor rauem Wetter wird Ilex opaca gepflanzt.

Die Amerikanische Stechpalme ist eine beliebte Quelle für Dekorationen in der Advents- und Weihnachtszeit. In der englischen Lyrik und Prosa ist die Europäische Stechpalme (Ilex aquifolium) untrennbar mit Weihnachtsgrüßen und -geschenken verbunden. Dieser Brauch wurde auch in Nordamerika übernommen, und die dort heimische Amerikanische Stechpalme sowie Mistelzweige werden allgemein für die Dekorationen von Wohnstätten und Kirchen benutzt.
Die Europäische Stechpalme ist kleiner als die Amerikanische, ähnelt dieser jedoch sehr stark. Die Blätter beider Arten sind sich im Umriss sowie in Zähnung und Bedornung ähnlich, doch ist die Färbung der amerikanischen Art heller und die Blätter sind größer. Die Amerikanische Stechpalme wurde am 1. Mai 1939 zum Symbolbaum des Bundesstaates Delaware erklärt.
Die Steinfrüchte der Amerikanischen Stechpalme erscheinen spät im Jahr, aufgrund ihrer Reifedauer als letzte Mitte des Winters; sie bilden so eine eiserne Nahrungsreserve für Vögel und Wildtiere. Zedernseidenschwänze fressen alle noch vorhandenen Früchte während ihrer Wanderung in den Norden.:98